# 早坂文嶺

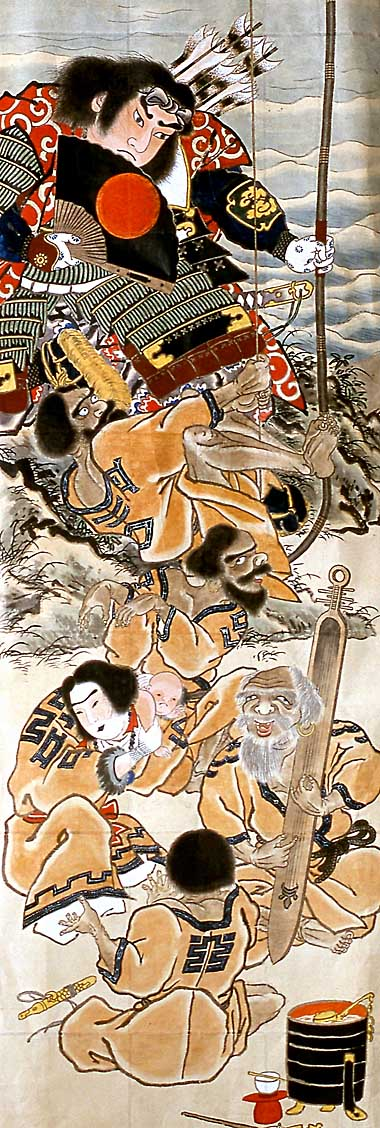
早坂文嶺による武者絵。下部に、トンコリ（五弦琴）を弾いて唄うアイヌが描かれている

早坂 文嶺（はやさか ぶんれい、寛政9年（1797年） - 慶応3年4月3日（1867年5月6日））は、江戸時代後期から末期に活躍した日本の絵師。アイヌ絵を残したことで知られる。一時は四条派の絵師・前川文嶺と同一人物とも言われたが、現在では別人だとわかっている。

## 略伝
山形城下で活躍していた表具屋・義川斎定信の子として生まれる。義川斎定信は、表具師の傍らでこの頃の山形では人気の高い絵師だったらしく、現在も山形市周辺に相当数の作品が確認されている。定信と文嶺の作品には共通する画風が見られ、父から絵を習ったと推測される。父のもとで山形の城下町で成長し、城下の旅籠屋で表具師を家業としていた。弘化年中に松前藩に士分として仕え、松前昌広に愛されたともいわれる。ただし同時代の史料では町年寄支配の町人として記載されている。墓は松前町正行寺。
最も得意としたのは仏画とされるが、今日ではアイヌ絵の絵師として注目され、また武者絵にも佳作が残っている。主にアイヌ絵に使われる「二司馬」の号は、男性への敬称にあたるアイヌ語「ニシパ」に漢字を当てたものとされる。現在、文嶺の作品は30数点ほど確認されている。
なお後に文嶺の子・元長は、松前藩政を尊王に変えるため、慶応4年（1868年）にクーデターを起こした正義隊に名を連ねている。

## 作品
- 「農夫図」 紙本著色 松前城資料館蔵
- 「三十三観音」 紙本著色 松前町・龍雲院蔵
- 「地蔵大菩薩拾番之図」 絹本著色 龍雲院蔵
- 「徘徊発句合（句額）」 板著色一面 龍雲院蔵 弘化5年
- 「十念図」 松前町・法源寺
- 「武者図」 絵馬 板著色 松前町・徳山大神宮
- 「アイヌ図」 紙本著色 函館市中央図書館蔵
- 「アイヌ狩猟図」  紙本著色 函館市中央図書館蔵
- 「蝦夷人飲酒之図 紙本著色 北方文化博物館寄託
- 「アイヌ絵巻」 紙本著色 3巻 東北福祉大学芹沢銈介美術工芸館蔵
- 「オムシャ図」 絹本著色 たばこと塩の博物館蔵

## 参考資料
- 林昇太郎著 故林昇太郎氏遺作論集刊行会編 『アイヌ絵とその周辺 -林昇太郎美術史論集-』 北海道出版企画センター、2010年5月、149-188頁、ISBN 978-4-8328-1004-4
- 新明英仁 『「アイヌ風俗画」の研究 －近世北海道におけるアイヌと美術』 中西出版、2011年 ISBN 978-48087-0817-7